# Wapakoneta
Wapakoneta é uma cidade localizada no Estado norte-americano de Ohio, no Condado de Auglaize. A sua área é de 14,8 km² (dos quais 0,2 km² estão cobertos por água), sua população é de 9 867 habitantes, e sua densidade populacional é de 646,3 hab/km² (segundo o censo americano de 2010). A cidade foi fundada em 1798, e incorporada em 1848.
É a cidade natal de Neil Armstrong, o primeiro homem a pisar na Lua.

## Lista de marcos
A relação a seguir lista as entradas do Registro Nacional de Lugares Históricos em Wapakoneta. O primeiro marco foi designado em 10 de novembro de 1970 e o mais recente em 8 de julho de 2010.
- Auglaize County Courthouse
- Blume High School
- Charles Wintzer Building
- First Presbyterian Church of Wapakoneta
- Fort Amanda Site
- John H. Nichols House
- St. Joseph Catholic Church and School
- Wapakoneta Commercial Historic District